# Kukačka chocholatá
Kukačka chocholatá (Clamator glandarius) je druh kukačky z rodu Clamator. Vyskytuje se v Africe a ve Středomoří.

## Popis

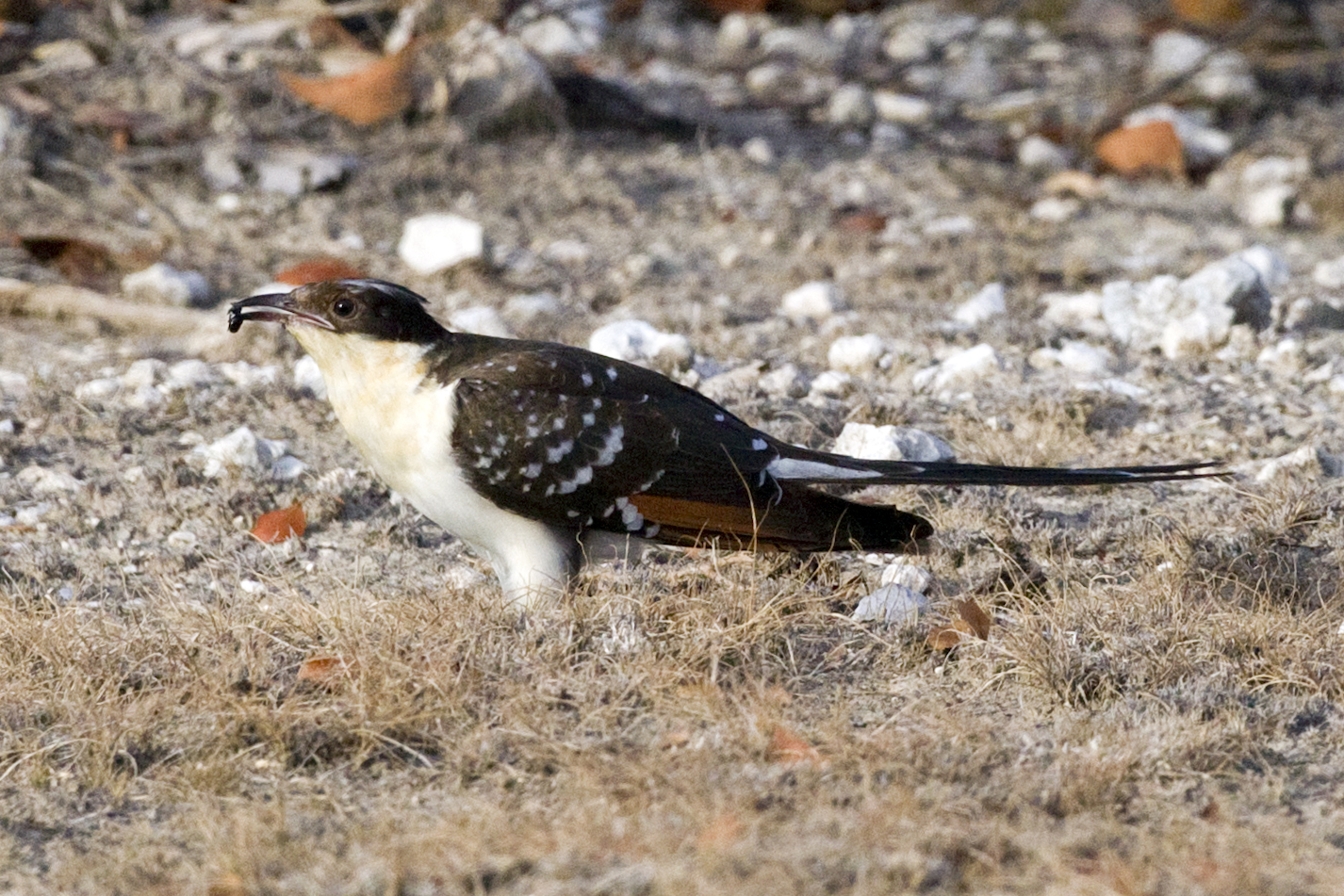
Mladý jedinec kukačky chocholaté

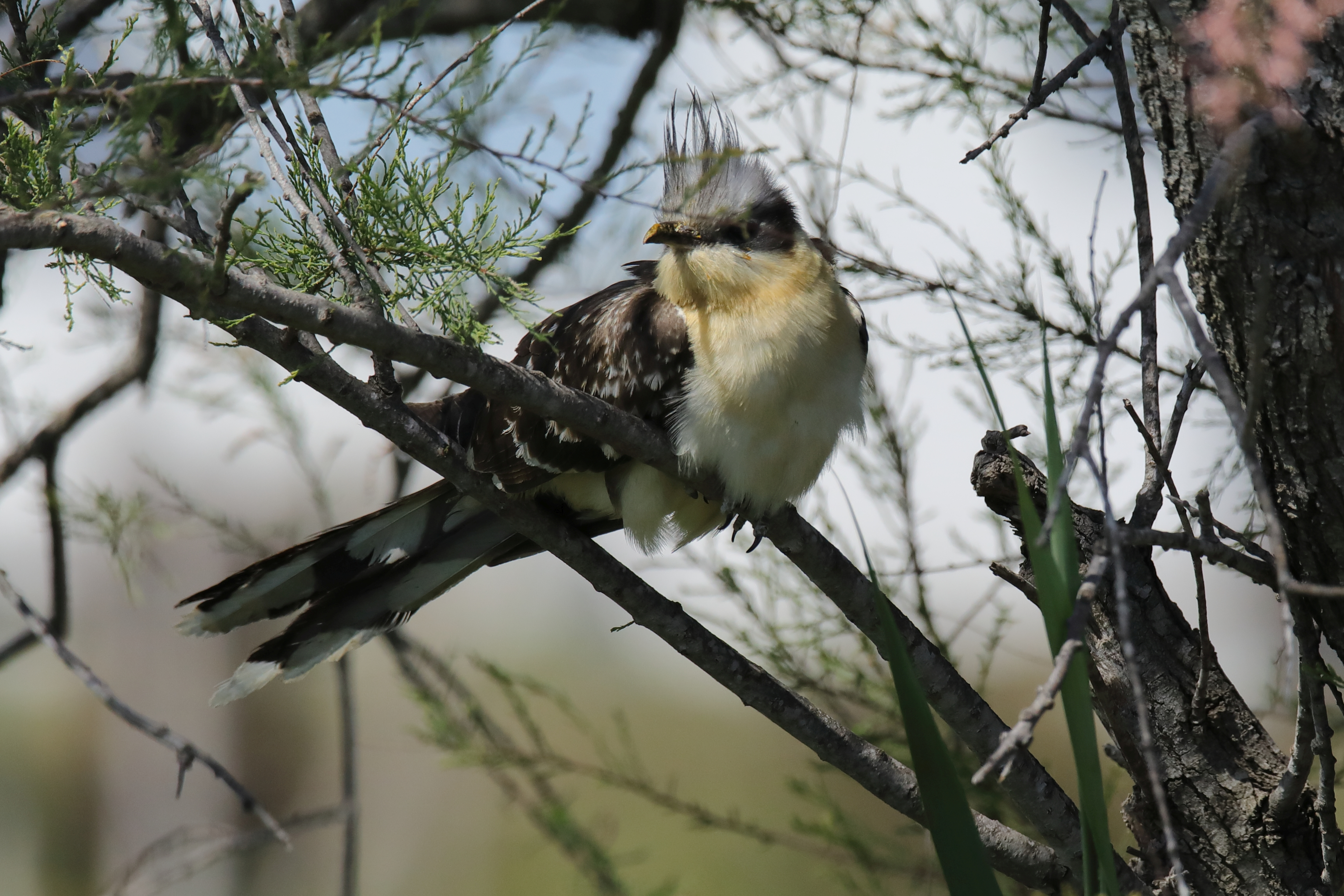
Kukačka chocholatá ve Francii

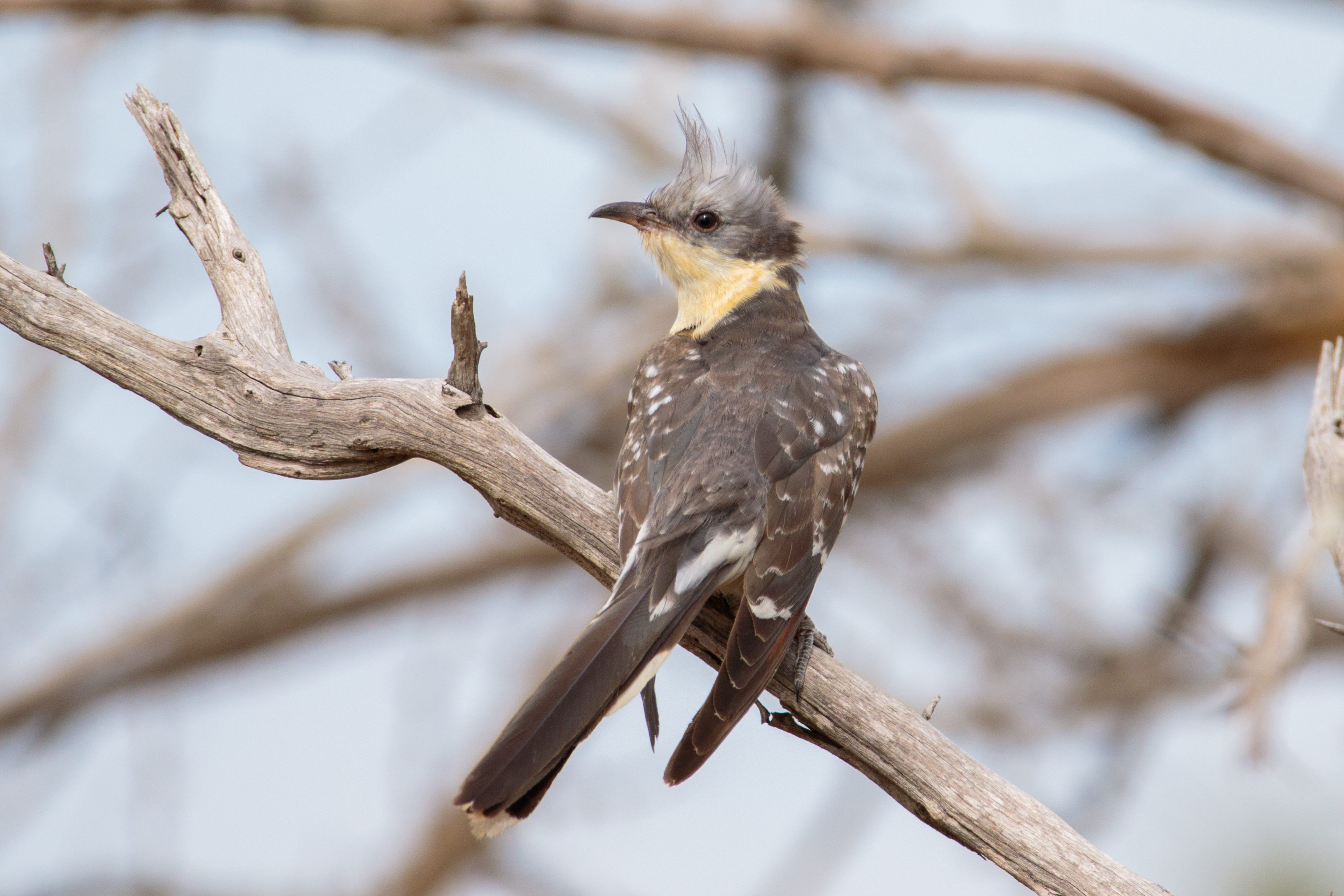
Kukačka chocholatá v jihoafrickém Krugerově národním parku

Kukačka chocholatá je větší než kukačka obecná a má delší ocas, je velká 35–40 cm a rozpětí křídel dosahuje zhruba 60 cm. Váží okolo 135 až 192 g. Mezi kukačkami chocholatými neexistuje výrazný pohlavní dimorfismus.
Křídla jsou tmavě hnědá s velkým množstvím bílých skvrn, ocas je tmavě hnědý beze skvrn, ale s bílým okrajem na konci, hrdlo je krémově hnědé, stehna, břicho, a podbřišek jsou bílé. Temeno hlavy je šedé s chocholkou. Mláďata chocholku nemají, temeno hlavy je černé, křídla a ocas jsou tmavší než u dospělých jedinců. Kromě toho mají jinak zbarvené i spodní letky křídel, a sice rezavohnědě; toto zbarvení postupně s přibývajícím věkem mizí.

## Výskyt
Kukačka chocholatá žije na volných prostranstvích se stromy. Celoročně se vyskytuje na jihu Španělska a Portugalska a ve střední a východní Africe v oblastech jižně od Sahary. Areál celoročního rozšíření se rozkládá v pásu od Senegalu do Somálska a od Somálska do Mosambiku a Zambie. Tato oblast rovněž slouží jako zimoviště tažným kukačkám, které se vyskytují ve Španělsku, Portugalsku, Itálii, Chorvatsku, Řecku, Bulharsku, Iráku, Izraeli, Egyptu, Maroku a v zemích jižní Afriky, jako jsou Angola, Namibie, Botswana, jihozápadní Zambie, Zimbabwe, jižní Mosambik, východní Jihoafrická republika, Lesotho a Svazijsko.
Na území Česka se tento druh kukačky nevyskytuje a ani zde nikdy nebyl spatřen.

## Potrava
Kukačka chocholatá se živí hmyzem, pavouky, malými plazy a chlupatými housenkami, které většina ptáků nevyhledává.

## Hnízdní parazitismus

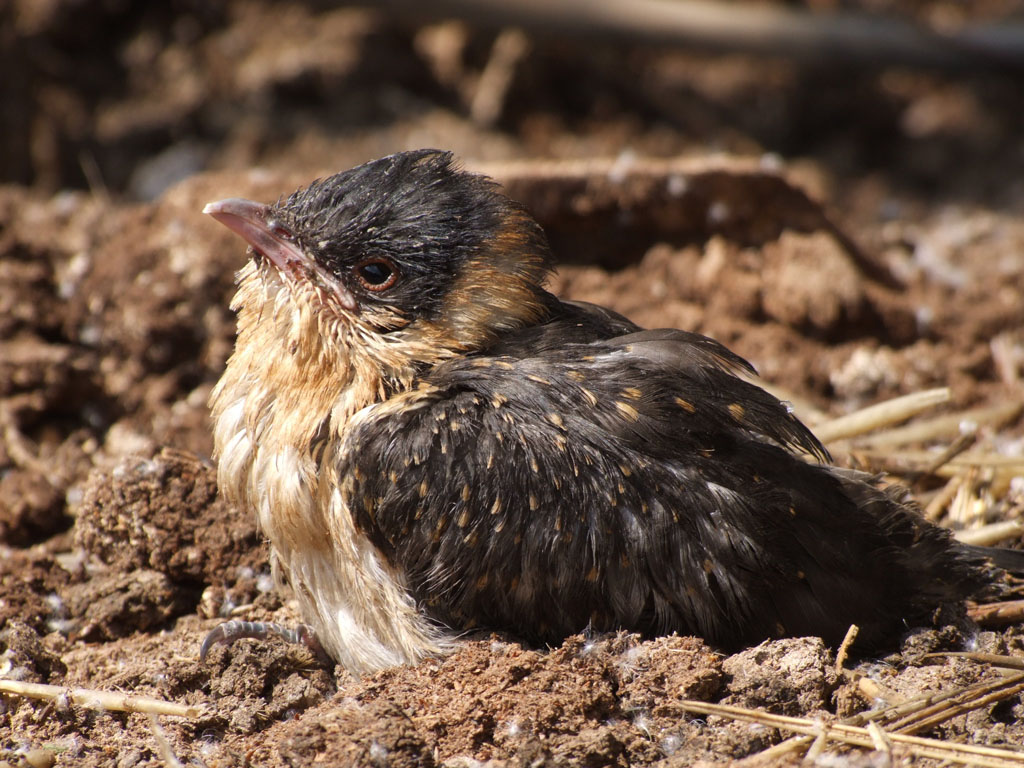
Mládě kukačky chocholaté

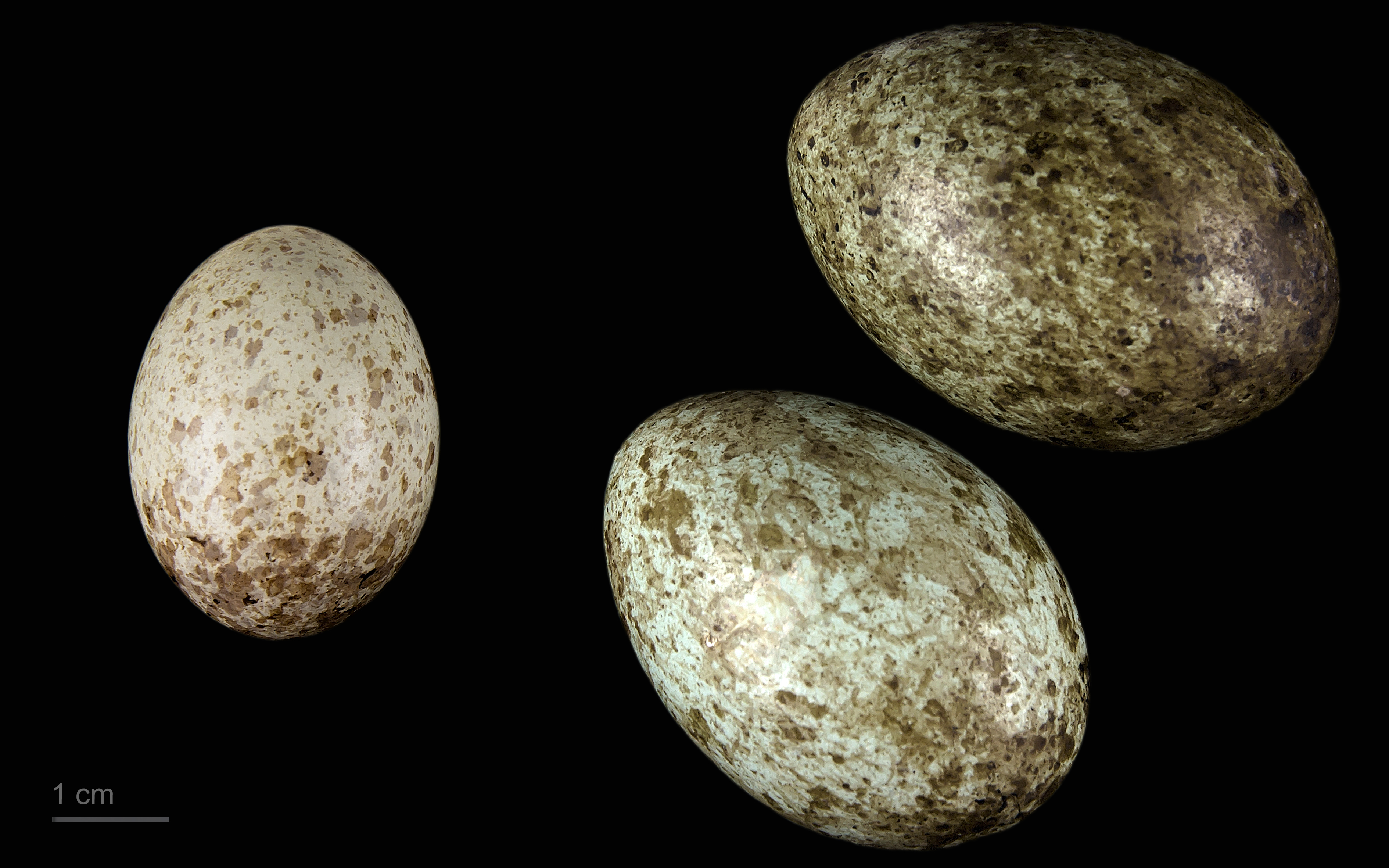
Clamator glandarius + Corvus cornix

Kukačka chocholatá se stejně jako kukačka obecná specializuje na hnízdní parazitismus, ale na rozdíl od ní nevyhazuje mláďata ostatních ptáků z hostitelského hnízda. Parazituje převážně ve hnízdech krkavcovitých ptáků, jako jsou vrány a straky. Mláďata straky však často po zásahu kukačky chocholaté umírají, protože nedokáží soupeřit s kukaččím mládětem o jídlo. Vědecký výzkum ukázal, že mláďata kukačky chocholaté vylučují specifický zápach. Tím chrání jak sebe, tak i ostatní mláďata v hnízdě před predátory, jako jsou draví ptáci a toulavé kočky, kteří hnízda s mládětem kukačky vyhledávají mnohem méně. Díky tomu mají mláďata vran černých vyšší šanci na přežití, pokud je spolu s nimi v hnízdě mládě kukačky chocholaté, ale pouze tehdy, pokud je hnízdo často ohrožováno predátory; jestliže se v okolí příliš mnoho predátorů nevyskytuje, tak kukaččí mládě pouze poškozuje sousední mláďata tím, že kvůli jeho přítomnosti nemají dostatek potravy.